# Samaná (Caldas)
Pour les articles homonymes, voir Samaná.
Samaná est une municipalité du centre de la Colombie dans le département de Caldas.